# Lista siturilor arheologice din județul Tulcea - L
Lista siturilor arheologice din județul Tulcea - L conține toate siturile arheologice din județul Tulcea înscrise în Repertoriul Arheologic Național (RAN) și aflate în localități al căror nume începe cu litera L. RAN este administrat de Ministerul Culturii și Patrimoniului Național și cuprinde date științifice, cartografice, topografice, imagini și planuri, precum și orice alte informații privitoare la zonele cu potențial arheologic, studiate sau nu, încă existente sau dispărute.
Puteți căuta un sit din localitățile care încep cu litera L folosind formularul de mai jos sau puteți naviga prin toate siturile din județ la Lista siturilor arheologice din județul Tulcea.
| Cod RAN                                   | Denumire | Localitate                         | Adresă                     | Datare                        | Descoperit | Coordonate                                 | Imagine           | Erori            |
| ----------------------------------------- | --- | ---------------------------------- | -------------------------- | ----------------------------- | ---------- | ------------------------------------------ | ----------------- | ---------------- |
| 161437.01.01 (Cod LMI: TL-I-m-B-05810.02) | Situl arheologic de la Luminița-la 300 m S de sat / ansamblu anonim (Categorie: locuire civilă) (Tip: Villa rustica)                   | sat Luminița, comuna Topolog       | la 300 m S de sat          | romană                        |            |                                            | Încărcați imagine | Raportați eroare |
| 161437.01.02 (Cod LMI: TL-I-m-B-05810.01) | Situl arheologic de la Luminița-la 300 m S de sat / ansamblu anonim (Categorie: locuire civilă) (Tip: Așezare)                         | sat Luminița, comuna Topolog       | la 300 m S de sat          |                               |            |                                            | Încărcați imagine | Raportați eroare |
| 160118.01.01 (Cod LMI: TL-I-s-B-05812)    | Așezarea de epocă romană de la Lunca-la marginea de E a satului / ansamblu anonim (Categorie: locuire civilă) (Tip: Așezare)           | sat Lunca, comuna Ceamurlia de Jos | la marginea de E a satului | sec. II - VI                  |            |                                            | Încărcați imagine | Raportați eroare |
| 160118.02.01 (Cod LMI: TL-I-s-B-05813)    | Așezarea de epocă romană de la Lunca-cca. 200 m NE de sat / ansamblu anonim (Categorie: locuire civilă) (Tip: Așezare)                 | sat Lunca, comuna Ceamurlia de Jos | cca. 200 m NE de sat       |                               |            |                                            | Încărcați imagine | Raportați eroare |
| 160118.03.01 (Cod LMI: TL-I-s-B-05814)    | Tell-ul eneolitic de la Lunca-la 2,5 km E de sat / ansamblu anonim (Categorie: locuire civilă) (Tip: Tell)                             | sat Lunca, comuna Ceamurlia de Jos | la 2,5 km E de sat         | Gumelnița                     |            |                                            | Încărcați imagine | Raportați eroare |
| 160118.04.01 (Cod LMI: TL-I-s-B-05815)    | Tumulii de la Lunca-la N de sat / ansamblu anonim (Categorie: descoperire funerară) (Tip: Grup de tumuli)                              | sat Lunca, comuna Ceamurlia de Jos | la N de sat                |                               |            |                                            | Încărcați imagine | Raportați eroare |
| 160118.05.01 (Cod LMI: TL-I-s-B-05816)    | Tumulul de la Lunca-cca. 2,5 km NE de sat / ansamblu anonim (Categorie: descoperire funerară) (Tip: Tumul)                             | sat Lunca, comuna Ceamurlia de Jos | cca. 2,5 km NE de sat      |                               |            |                                            | Încărcați imagine | Raportați eroare |
| 160118.06.01 (Cod LMI: TL-I-s-B-05817)    | Tumulii de la Lunca - "Dealul Caraiuc" / ansamblu anonim (Categorie: descoperire funerară) (Tip: Grup de tumuli)                       | sat Lunca, comuna Ceamurlia de Jos | Dealul Caraiuc             |                               |            |                                            | Încărcați imagine | Raportați eroare |
| 160699.01.01 (Cod LMI: TL-I-s-B-05818)    | Așezarea Latene de la Luncavița - "Pietricica" / ansamblu anonim (Categorie: locuire civilă) (Tip: Așezare)                            | sat Luncavița, comuna Luncavița    | Pietricica                 | geto-dacică                   |            |                                            | Încărcați imagine | Raportați eroare |
| 160699.03.01 (Cod LMI: TL-I-m-B-05820.01) | Situl arheologic din epoca romano-bizantină de la Luncavița - "La Milan" / ansamblu Cetatea Milan (Categorie: locuire) (Tip: Cetate)   | sat Luncavița, comuna Luncavița    | La Milan                   | romano-bizantină sec. IV - VI |            |                                            | Încărcați imagine | Raportați eroare |
| 160699.03.02 (Cod LMI: TL-I-m-B-05820.02) | Situl arheologic din epoca romano-bizantină de la Luncavița - "La Milan" / ansamblu anonim (Categorie: locuire) (Tip: Așezare)         | sat Luncavița, comuna Luncavița    | La Milan                   | sec. IV - VI                  |            |                                            | Încărcați imagine | Raportați eroare |
| 160699.04.01 (Cod LMI: TL-I-s-B-05821)    | Așezarea romano-bizantină de la Luncavița - "La pepiniera Babușca" / ansamblu anonim (Categorie: locuire civilă) (Tip: Așezare rurală) | sat Luncavița, comuna Luncavița    | La pepiniera Babușca       |                               |            |                                            | Încărcați imagine | Raportați eroare |
| 160699.05.01                              | Așezarea din epoca bronzului târziu de la Luncavița / ansamblu anonim (Categorie: locuire civilă) (Tip: Așezare)                       | sat Luncavița, comuna Luncavița    |                            | Noua                          |            |                                            | Încărcați imagine | Raportați eroare |
| 160699.05.02                              | Așezarea din epoca bronzului târziu de la Luncavița / ansamblu anonim (Categorie: locuire civilă) (Tip: Așezare rurală)                | sat Luncavița, comuna Luncavița    |                            | Coslogeni                     |            |                                            | Încărcați imagine | Raportați eroare |
| 160699.02.01                              | Situl arheologic de la Luncavița - "Cetățuia" / ansamblu anonim (Categorie: locuire civilă) (Tip: Tell)                                | sat Luncavița, comuna Luncavița    | Cetățuia                   | Gumelnița - A2                | 1951       | 45°15′00″N 28°17′00″E / 45.25°N 28.28333°E | Încărcați imagine | Raportați eroare |
| 160699.02.02                              | Situl arheologic de la Luncavița - "Cetățuia" / ansamblu anonim (Categorie: locuire civilă) (Tip: Tell)                                | sat Luncavița, comuna Luncavița    | Cetățuia                   | Aldeni - II                   | 1951       | 45°15′00″N 28°17′00″E / 45.25°N 28.28333°E | Încărcați imagine | Raportați eroare |
| 160699.02.03                              | Situl arheologic de la Luncavița - "Cetățuia" / ansamblu anonim (Categorie: locuire civilă) (Tip: gropi menajere)                      | sat Luncavița, comuna Luncavița    | Cetățuia                   |                               | 1951       | 45°15′00″N 28°17′00″E / 45.25°N 28.28333°E | Încărcați imagine | Raportați eroare |